# Einer weiß zuviel
Einer weiß zuviel ist ein US-amerikanischer Kriminalfilm des Regisseurs Norman Foster aus dem Jahr 1950, der zu den Film noir gezählt wird. Das Drehbuch basiert auf der Erzählung Man on the Run von Sylvia Tate, die im April 1948 in American Magazine veröffentlicht wurde.

## Handlung
Frank Johnson führt nachts seinen Hund aus, als er Zeuge eines Gespräches zweier Männer in einem Auto wird. Das Gespräch handelt von einem Verbrechen. Unvermutet erschießt einer der Männer den anderen. Der Mörder schießt auch auf Frank, verfehlt ihn aber, weil er irrtümlich auf Franks Schatten gezielt hat. Der Killer flieht mit dem Auto.
Die Polizei findet heraus, dass das Mordopfer vor Gericht gegen einen Gangster aussagen sollte. Da Frank den Mörder gesehen hat, will Inspektor Ferris ihn in Schutzhaft nehmen. Doch Frank entzieht sich der Polizei und lässt den Hund zurück. Die Polizei geht davon aus, dass Frank sich vor möglichen Rachehandlungen der Gangster verstecken will. Ferris will Franks Ehefrau Eleanor dazu bringen, mit ihm zusammenzuarbeiten. Eleanor hingegen vermutet, dass Frank die Gelegenheit beim Schopf ergriffen hat, um sie zu verlassen.
Eleanor lernt den Reporter Danny Leggett kennen, der auf der Suche nach einer Exklusivstory ist. Sie hat erfahren, dass Frank unter Herzproblemen leidet. Mit der benötigten Medizin und mit Dannys Hilfe macht sie sich auf die Suche nach ihrem Mann. Zwar geben sie der Polizei nur wenig Hinweise, doch Ferris bleibt zielstrebig. Eleanor bekommt einen Brief von Frank mit verschlüsselten Hinweisen, wie sie ihn treffen kann. Dabei spielt ein gemeinsames Erlebnis der beiden eine Rolle, doch Eleanor hat Schwierigkeiten, sich an dieses Ereignis zu erinnern.
Danny, in Wahrheit der Mörder, braucht Eleanor um Frank zu finden. Eleanor findet heraus, dass der Treffpunkt ein Vergnügungspark ist. Danny und Eleanor suchen nachts den Park auf und treffen auf Frank. Danny will mit Frank alleine sprechen. Er gibt vor, seine Story schreiben zu wollen und zahlt Frank 1000 $. Er führt Eleanor zu einer Achterbahn, auf der sie die Zwischenzeit überbrücken soll. Während sie fährt, wird Eleanor klar, was Danny wirklich im Sinn hat, doch sie kann nicht aus der fahrenden Bahn aussteigen.
Endlich kann Eleanor den Wagen verlassen. Zwischen Danny und Frank kommt es zu einem Kampf. Eleanor hört Schüsse und eilt herbei. Sie erkennt, dass die Polizei in der Zwischenzeit angekommen ist und Danny erschossen hat. Eleanor schließt Frank in die Arme.

## Kritiken
Das Lexikon des internationalen Films beschrieb den Film als „Kriminalfilm mit origineller Handlung, intelligenten Dialogen und verhaltener Spannung.“
Bosley Crowther von der New York Times hielt den Film für ein Melodram mit soliden, wenn nicht gar spektakulären Ausmaßen. Ehrliche Charakterzeichnungen, plausible Dialoge und der dokumentative Stil heben den Film über die üblichen Produktionen.

## Hintergrund
Die Uraufführung fand am 29. November 1950 statt. In Deutschland wurde der Film erstmals am 31. Juli 1951 gezeigt.
Drehorte der Produktion der Universal Pictures waren San Francisco und Carmel-by-the-Sea.
Ann Sheridan war nicht nur Hauptdarstellerin, sie war auch als Co-Produzentin tätig. Kameraeffekte stammten von Loyal Griggs.